# Karl Kallenberg
Karl Oskar Kallenberg, född 25 juli 1858 i Torekov, död 1946, var en svensk läkare.
Karl Kallenberg blev student vid Lunds universitet och med. kand. 1884 vid Karolinska institutet i Stockholm, student vid Uppsala universitet samma år samt slutligen med. lic. vid Karolinska institutet 1888.  Han var badläkare på Furusunds hafsbadanstalt i  Furusund 1887-92 och från 1899 intendent vid Visby vattenkurinrättning i Badhusparken,  ovanför nuvarande färjehamnen och nedanför Pallissaderna, senare benämnd Wisby Hafsbad och Wattenkuranstalt och nedlagd 1916. År 1906 köpte han 20 hektar mark av Vibble gård söder om Visby, där han 1907 öppnade vattenkuranstalten Kneippbyn, med ett psykiatriskt behandlingshem. Senare köpte han till Högklintsområdet.
Behandlingarna skedde efter Sebastian Kneipps metoder med bland annat kalla havsbad, vattenbegjutningar, vandringar barfota i daggigt gräs och diet. Verksamheten fortsatte in på 1930-talet.